# Józefin (Hrubieszów)
Pour les articles homonymes, voir Józefin.
Józefin (prononciation : [juˈzɛfin]) est un village polonais de la gmina de Trzeszczany dans le powiat de Hrubieszów de la voïvodie de Lublin dans l'est de la Pologne.
Il se situe à environ 6 kilomètres à l'ouest de Trzeszczany (siège de la gmina), 16 kilomètres à l'ouest de Hrubieszów (siège du powiat) et 91 kilomètres au sud-est de Lublin (capitale de la voïvodie).

## Histoire
De 1975 à 1998, le village est attaché administrativement à la voïvodie de Zamość.

Depuis 1999, il fait partie de la voïvodie de Lublin.